# Сомотор
Сомотор (слч. Somotor) насељено је мјесто са административним статусом сеоске општине (слч. obec) у округу Требишов, у Кошичком крају, Словачка Република.

## Становништво
| Година:    | 1994. | 2004.   | 2014.   | 2024.   |
| ---------- | ----- | ------- | ------- | ------- |
| Број људи: | 1645  | 1671    | 1507    | 1372    |
| Разлика:   |       | +1,58 % | -9,81 % | -8,95 % |

| Година:    | 2023. | 2024.   |
| ---------- | ----- | ------- |
| Број људи: | 1370  | 1372    |
| Разлика:   |       | +0,14 % |

Према подацима о броју становника из 2011. године насеље је имало 1.561 становника.